# Mariahu
Mariahu là một thị xã và là một nagar panchayat của quận Jaunpur thuộc bang Uttar Pradesh, Ấn Độ.

## Địa lý
Mariahu có vị trí 25°37′B 82°37′Đ / 25,62°B 82,62°Đ Nó có độ cao trung bình là 87 mét (285 feet).

## Nhân khẩu
Theo điều tra dân số năm 2001 của Ấn Độ, Mariahu có dân số 20.142 người. Phái nam chiếm 53% tổng số dân và phái nữ chiếm 47%. Mariahu có tỷ lệ 59% biết đọc biết viết, thấp hơn tỷ lệ trung bình toàn quốc là 59,5%: tỷ lệ cho phái nam là 67%, và tỷ lệ cho phái nữ là 50%. Tại Mariahu, 17% dân số nhỏ hơn 6 tuổi.